# Erucastrum brevirostre
Erucastrum brevirostre là một loài thực vật có hoa trong họ Cải. Loài này được (Maire) Gomez-Campo mô tả khoa học đầu tiên năm 1984.